# والری گراسیموف
والری واسیلیویچ گراسیموف (روسی: Вале́рий Васи́льевич Гера́симов؛ IPA: [vɐˈlʲerʲɪj vɐˈsʲilʲɪvʲɪtɕ gʲɪˈrasʲɪməf]؛ زادهٔ ۸ سپتامبر ۱۹۵۵) ژنرال روس و رئیس  ستاد مشترک نیروهای مسلح فدراسیون روسیه، و قائم‌مقام اول وزیر دفاع است. او از سوی رئیس جمهور ولادیمیر پوتین در ۹ نوامبر ۲۰۱۲ منصوب شده است.
برخی تحلیلگران او را بانی دکترین ترکیب تاکتیک‌های مختلف اقتصادی، تکنولوژیک در راستای یک استراتژی مشخص می‌دانند.
وی همچنین برندهٔ جوایزی همچون قهرمان فدراسیون روسیه شده است.